# Arre, Gard
Arre är en kommun i departementet Gard i regionen Occitanien i södra Frankrike. Kommunen ligger i kantonen Le Vigan som tillhör arrondissementet Le Vigan. År 2022 hade Arre 258 invånare.

## Befolkningsutveckling
Antalet invånare i kommunen Arre
Referens:INSEE